# 4375 Kiyomori
4375 Kiyomori је астероид главног астероидног појаса са средњом удаљеношћу од Сунца која износи 2,293 астрономских јединица (АЈ).
Апсолутна магнитуда астероида је 12,7.